# کین اسوای
کین اسوای (خمر: ស្រុកគៀនស្វាយ) منطقه‌ای در استان کاندال، کامبوج است. این منطقه به ۱۲ بخش (کمون) و ۴۶ روستا تقسیم می‌شوند.

شغل بیشتر ساکنین این منطقه کشاورزی است.